# Übereinkommen über das öffentliche Beschaffungswesen

Vertragsparteien
Beobachter in Beitrittsverhandlungen
Nur Beobachter

Das Übereinkommen über das öffentliche Beschaffungswesen (engl. Government Procurement Agreement, kurz GPA) ist ein internationales plurilaterales Abkommen zwischen einzelnen Vertragsstaaten der World Trade Organisation (WTO), das den Zugang zu öffentlichen Aufträgen regelt. Das GPA wurde in der Tokio-Runde ausgearbeitet, galt dort aufgrund der wenigen Mitglieder, die das Übereinkommen ratifizierten aber nur als sogenannter Code und wurde in der Uruguay-Runde umgearbeitet und dann ebenso wie die Gründung der WTO am 15. April 1994 beschlossen und trat am 1. Januar 1996 in Kraft. Trotzdem sind bisher nicht alle Mitglieder der WTO auch Mitglieder des GPA.

## Vertragsparteien
Seit dem 1. Februar 2020 besteht das GPA aus folgenden 21 Vertragsparteien bzw. 48 Vertragsstaaten:
- Armenien
- Australien
- Aruba
- Die Europäische Union und damit ihre 27 Mitgliedstaaten[3]
- Hongkong
- Island
- Israel
- Japan
- Kanada
- Liechtenstein
- Moldau
- Montenegro
- Neuseeland
- Norwegen
- Schweiz
- Singapur
- Südkorea
- Taiwan
- Ukraine
- Vereinigtes Königreich
- Die Vereinigten Staaten von Amerika

Weitere 36 Staaten haben einen Beobachterstatus. 11 von ihnen (Albanien, Brasilien, China, Costa Rica, Georgien, Jordanien, Kasachstan, Kirgisistan, Oman, Russland und Tadschikistan) führen Beitrittsverhandlungen.